# Emi Machida
Emi Machida (町田 恵美 Machida Emi?) es una tōji, o maestra elaboradora de sake en Japón. Machida es la primera tōji de su familia, quienes han poseído la Cervecería Machida en Gunma durante más de 130 años. Machida es también miembro activo del Grupo Industrial de Sake de Mujeres. El sake destacado de Machida es el Junmai 60 Wakamizu (純米60 若水). Su otra marca más conocida es Liao Sei. Sus sakes han ganado siete medallas de oro en los Premios Anuales de Sake de Japón.

## Biografía
Machida nació en 1975 en Maebashi, en la Prefectura Gunma del norte de Japón, y creció junto a sus dos hermanas en la cervecería que su familia estableció en 1883. Machida era la hija mayor de la familia de tres hermanas. Después de graduarse en el instituto local, Machida fue a la universidad a Tokio, graduándose en 1996 con un título en literatura por la Universidad de Showa. Después de trabajar en una poca satisfactoria carrera durante tres años, en el año 2000 decidió entrar en el negocio familiar, la Cervecería Machida, y dejar su vida en Tokio donde su hermana mediana es una bailarina y su hermana pequeña es una chef.
Los conocimientos de Machida sobre la elaboración del sake provienen de trabajar con elaboradores con más experiencia y del estudio de recetas en libros. Machida afrontó cierta discriminación de género cuando entró en el negocio familiar. Aunque la elaboración de sake era originalmente un trabajo de mujeres, se ha convertido en un espacio dominado por hombres. Fue la primera mujer tōji de la Prefectura Gunma. Durante el período en que su abuelo llevó la cervecería,  él mantenía a las mujeres fuera de la cervecería porque eran "vistas como sucias, mugrientas." Cuando Machida empezó a trabajar en la cervecería,  dijo que al principio sus trabajadores - todos hombres - rechazaban escucharla, e intencionadamente ponían las cosas en lugares equivocados. Además, algunos clientes rechazaron comprar sake creado por una mujer.
Cuando se casó en 2001 su marido, Akiya, adoptó su apellido y se unió al negocio familiar. En 2006, su cervecería ganó su primera medalla de oro por la producción de sake, la primera vez que una mujer lo conseguía. Desde la primera victoria, Machida ha ganado siete medallas de oro en los Premios Anuales de Sake de Japón, así como tres medallas de oro en 2008 del "Premio a la Excelencia del Comité de Impuestos y Revisión de Licores de la Oficina de Kanto Shinetsu", el premio "Shuzo Kaikai Nacional", y el "Honorable Examen de la Prefectura Gunma".